# La Déposition (Rubens)
Pour les articles homonymes, voir La Déposition.
La Déposition, aussi connue sous le nom de Lamentation sur le corps du Christ mort ou encore Déposition Borghèse, est une peinture à l'huile sur toile de 180 × 137 cm  réalisée  par Pierre Paul Rubens en 1601-1602 selon Leo Van Puyvelde (1950) ou en 1605-1606 selon Oldenbourg (1916), Gluck (1933) et Roberto Longhi (1908). Elle est conservée à la Galerie Borghèse de Rome.

## Historique

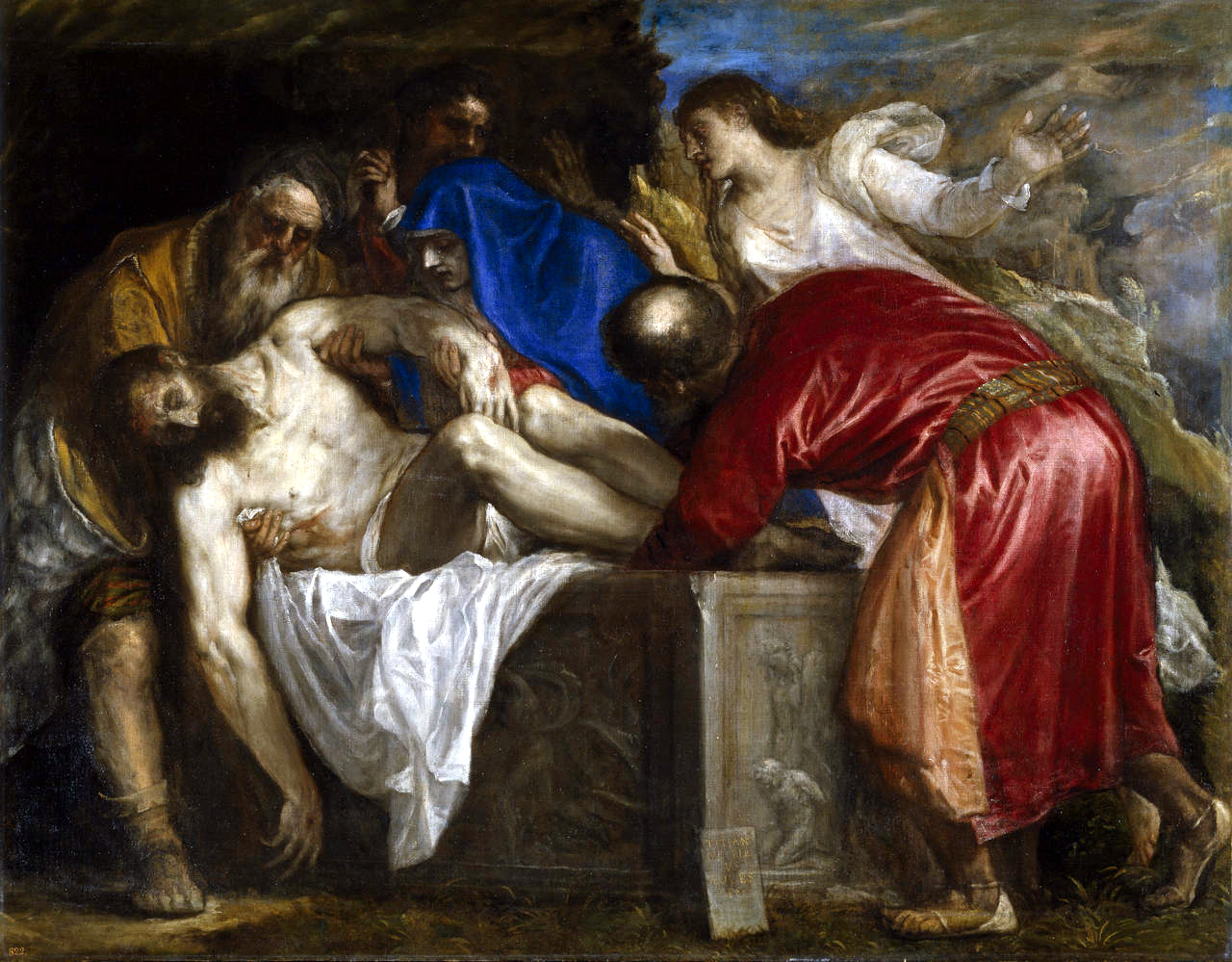
La Mise au tombeau, 1559, Titien, musée du Prado, Madrid.

Cette dernière datation de 1605-1606 est étayée par la référence évidente à La Mise au tombeau peinte en 1559 par Titien puis conservée à l'Escurial en Espagne, où Rubens a eu l'occasion d'en dessiner un rapide croquis au crayon dans son carnet à l'occasion de sa mission en Espagne au printemps 1603 pour le compte de Vincent Ier de Mantoue.
Mentionnée pour la première fois dans le fidéicommis Borghèse créé par Francesco Borghèse en 1833, comme œuvre d'Antoine van Dyck, la peinture est définitivement attribuée à Rubens à la fin du XIXe siècle par Jacob Burckhardt.
Le tableau a probablement été agrandi à la fin du XVIIIe siècle pour l'adapter à un nouvel emplacement, dont les traces sont encore bien visibles en haut et sur les grands côtés de la toile.[réf. nécessaire]

## Analyse
Le tableau est une œuvre complexe des premières années romaines de Rubens, qui condense et met en évidence la synthèse des influences les plus disparates que connut le peintre du Nord en Italie, allant de l'école vénitienne à l'école romaine et au maniérisme lombard.